# Cereal para desayuno

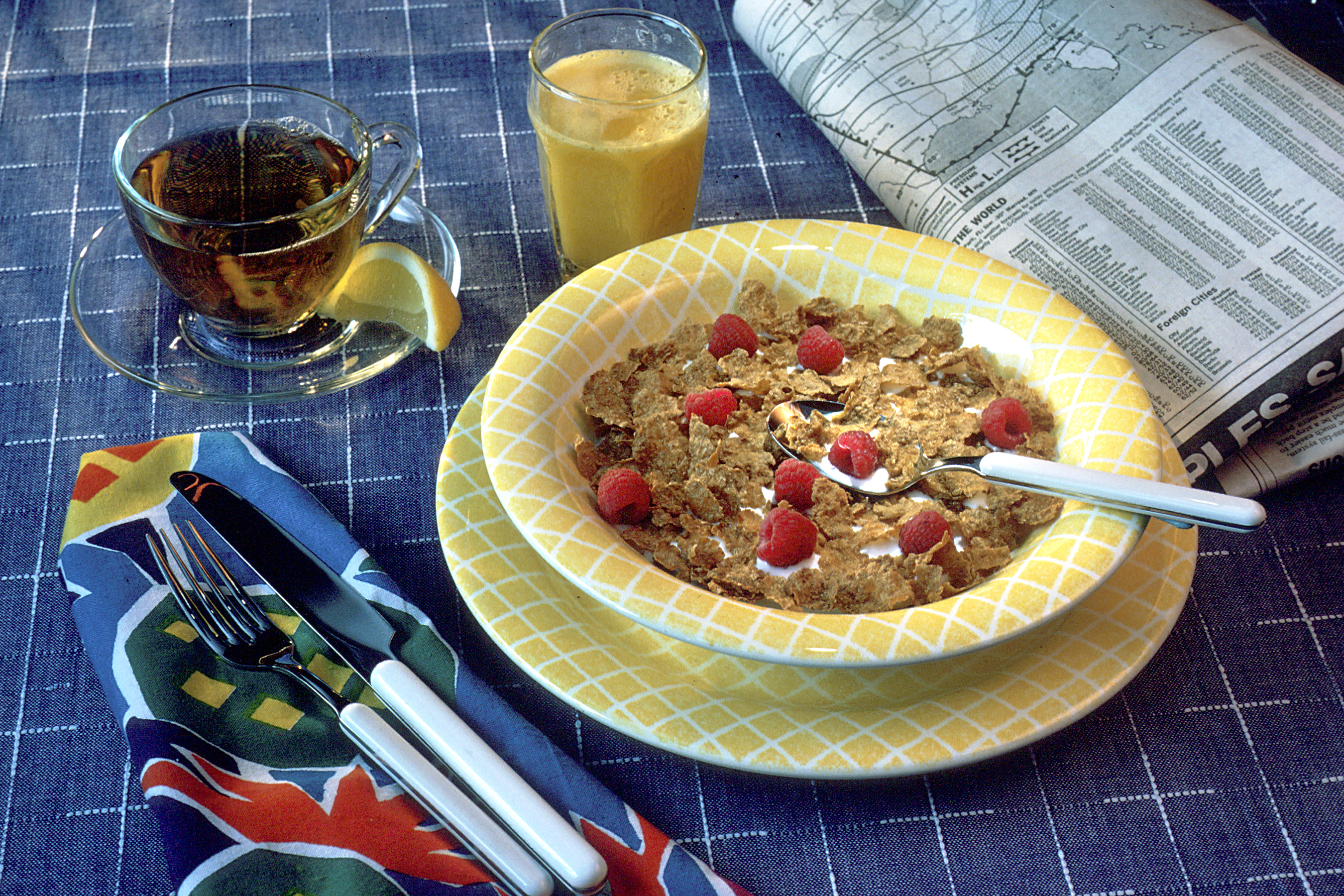
Un ejemplo de desayuno que incluye cereales.

Se conoce popularmente como cereal para desayuno, o simplemente cereal, a un producto alimenticio empaquetado derivado de distintos cereales como el arroz, el maíz o la avena. Dando como resultado hojuelas o copos de avena, copos de maíz y/o copos de arroz, que se comercializan para ser consumidos en el desayuno. Generalmente se consume frío, servido con un líquido como leche o agua. Ocasionalmente también se le agregan nueces, yogur o frutas varias. 
La promoción de estos cereales se dirige tanto a un público infantil como uno adulto. En el caso de los infantes, los cereales son azucarados o saborizados con miel, chocolate o frutas, enriquecidos con distintas vitaminas y minerales. Para los adultos, se promueve los beneficios de una dieta baja en grasas y alta en fibras.
Entre los mayores productores de cereales para el desayuno se encuentran Kellogg's, Quaker Oats y Nestlé. La industria de los cereales tiene unos márgenes de beneficios brutos del 40-45%, 90% de penetración en algunos mercados, y un crecimiento continuado a lo largo de su historia.

## Historia
Los cereales para el desayuno tienen sus orígenes en el movimiento vegetariano del último cuarto del siglo XIX. Que influenció a los miembros de la Iglesia Adventista del Séptimo Día en Estados Unidos. El principal desayuno de la cultura occidental en esa época era el desayuno completo que incluía huevos, panceta, salchichas y carne. El primer cereal para el desayuno, Granula, fue inventado en 1863 por James Caleb Jackson, en Dansville, Nueva York. El cereal no prosperó al ser imprácticos, pues los cereales necesitaban permanecer en remojo durante la noche anterior para poder ser aptos para el consumo.
La próxima generación de cereales para el desayuno fue considerablemente más conveniente, y en combinación con una promoción inteligente, finalmente lograron prosperar. En 1877, John Harvey Kellogg, inventó un bizcocho hecho de trigo, avena y harina de maíz para pacientes que sufrían del intestino. Inicialmente, su producto también se llamó Granula, pero se cambió a Granola tras un fallo judicial. Más tarde, su hermano, Will Keith Kellogg inventó los copos de maíz y fundó la compañía Kellogg's en 1906. Gracias a distintas campañas publicitarias, Kellogg's vendió un millón de cajas al cabo de tres años.